# Strukovec
Strukovec är en ort i Kroatien.   Den ligger i länet Međimurje, i den norra delen av landet, 80 km norr om huvudstaden Zagreb. Strukovec ligger 188 meter över havet och antalet invånare är 418.
Terrängen runt Strukovec är platt. Runt Strukovec är det tätbefolkat, med 276 invånare per kvadratkilometer. Närmaste större samhälle är Čakovec, 10,0 km söder om Strukovec. Omgivningarna runt Strukovec är en mosaik av jordbruksmark och naturlig växtlighet.